# Ancistrorhynchus capitatus
Ancistrorhynchus capitatus es una orquídea epífita originaria del oeste de África tropical.

## Distribución y hábitat
Estas orquídeas epífitas monopodiales son medianas a pequeñas y se encuentran en Camerún, República Centroafricana, Congo, Gabón, Guinea Ecuatorial, Liberia, Nigeria, Sierra Leona, Togo, Uganda y Zaire, en elevaciones de 100 a 1300 m s. n. m. en la profundidad de la sombra perenne de los bosques.

## Descripción
Son plantas de tamaño pequeño a mediano que prefieren clima cálido a fresco, son monopodiales epífitas con un corto tallo con varias hojas lineales, rígidas y coriáceas, con el ápice bi-lobulado de manera desigual, en cada lóbulo tiene de 2 a 3 dientes afilados. Florece en una inflorescencia axilar de 2,5 cm de largo, densamente poblada de muchas flores, en racimo con las flores de color blanco de 1 cm de ancho produciéndose debajo de las hojas. La floración se produce a principios de la primavera.

## Taxonomía
Ancistrorhynchus capitatus fue descrito por (Lindl.) Summerh. y publicado en Botanical Museum Leaflets 11: 205. 1944.
Etimología
Ancistrorhynchus: nombre genérico que se refiere a la forma de cuerno del rostelo.
capitatus: epíteto latino que significa "con forma de cabeza".
Sinonimia
- Angorchis capitata (Lindl.) Kuntze 1891;
- Angraecum capitatum Lindl. 1862; basónimo
- Cephalangraecum capitatum (Lindl.) Schltr.1918;
- Cephalangraecum gentilii (De Wild.) Schltr. 1918;
- Listrostachys capitata (Lindl.) Rchb. f. 1865;
- Listrostachys gentilii De Wild. 1903[1][4][5]